# Sint-Trudokerk (Webbekom)

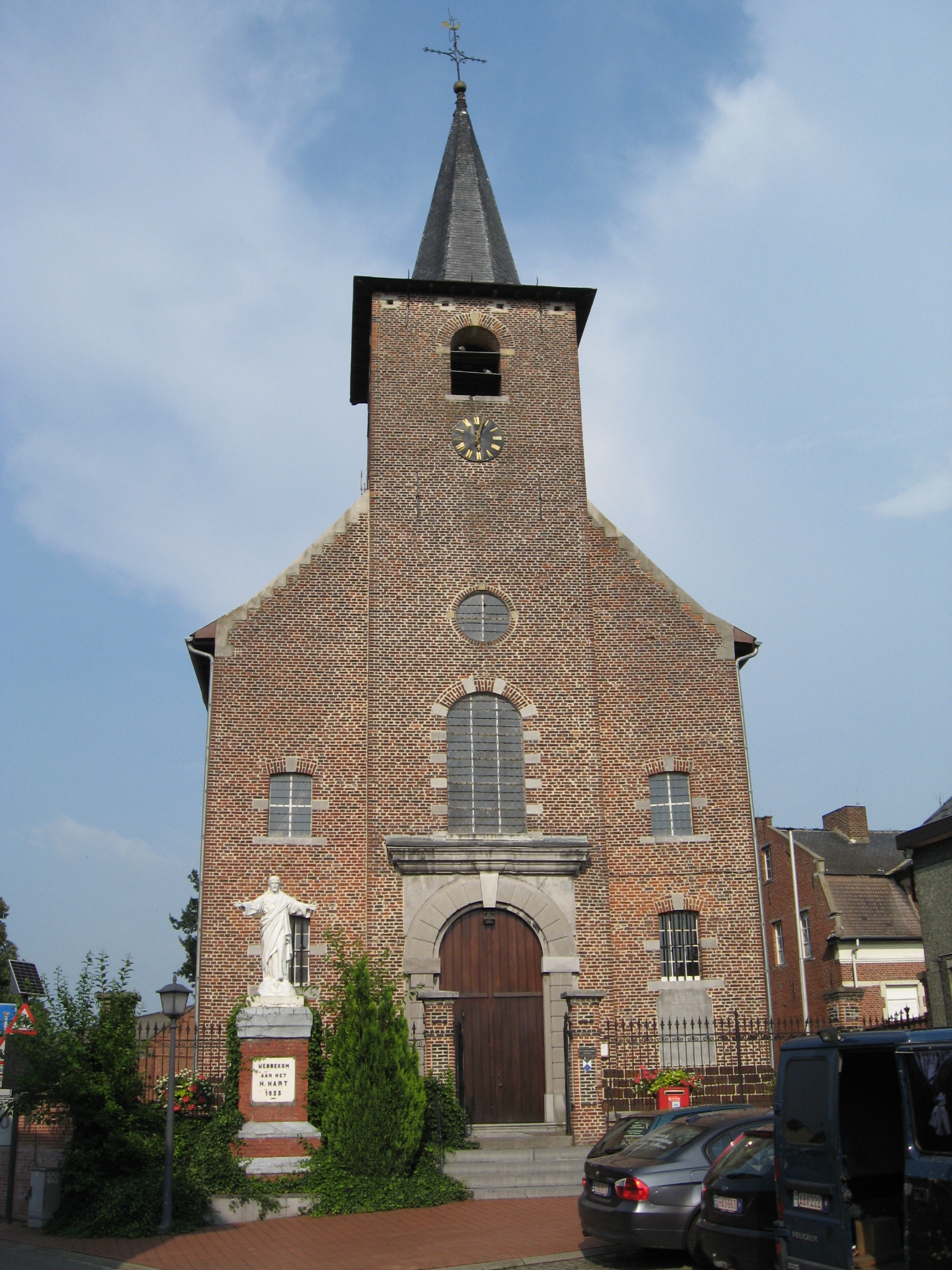
Sint-Trudokerk

De Sint-Trudokerk is de parochiekerk van de tot de Vlaams-Brabantse gemeente Diest behorende plaats Webbekom, gelegen aan de Webbekomstraat.
De kerk is gebouwd in 1790 in de stijl van het classicisme. De sokkel van de kerk is van ijzerzandsteen en het eigenlijke gebouw is opgetrokken in baksteen met sierelementen in arduin. Het eenbeukig gebouw heeft een halfingebouwde westtoren en een driezijdig afgesloten koor.
Een groot deel van het kerkmeubilair is uit het eind van de 18e eeuw, zoals het hoofdaltaar, biechtstoelen, de preekstoel, de koorbanken en het doksaal met orgel.
De kerk heeft een 16e-eeuws beeld van Madonna met Kind, een 17e-eeuws beeld van Sint-Cornelius en een 18e-eeuws beeld van Sint-Sebastiaan in terracotta.